# تقی احتساب‌الملک
محمدتقی‌خان احتساب‌الملک، پسر عبدالعلی‌خان ادیب‌الملک و نوه حاج علی خان حاجب‌الدوله، پیشخدمت ناصرالدین شاه و مظفرالدین شاه و از درباریان محمدعلیشاه و احمدشاه بود. او پدر محسن مقدم و حسن مقدم و واقف خانه موزه مقدم است. وی در سال ۱۲۶۸ هجری شمسی ملقب به احتساب‌الملک شد و در سال ۱۳۰۶ خورشیدی از دنیا رفت.
احتسابیه واقع در شمال غربی سوهانک شمیران، ملک ییلاقی او بوده‌است. احتساب‌الملک که مدتی هم شهردار تهران بود، این ملک را در زمان شهرداری خویش از آقا رضاخان اقبال السلطنه وزیر قورخانه در دوران ناصرالدین شاه، خریداری نمود. او در دوره مظفرالدین شاه وزیرمختار ایران در سوئیس و در دوره احمدشاه وزیر تشریفات شد.

## منبع
1. ↑  بامداد، مهدی (۱۳۴۷)، شرح حال رجال ایران در قرن ۱۲ و ۱۳ و ۱۴ هجری(جلد ۴)، تهران: زوار
2. ↑  فارس